# Sancha de Castela (1006–1027)
Sancha de Castela (1006 - 26 de junho de 1027), foi uma noble de Castela e Condessa consorte de Barcelona (1021-1027).
Era filha do conde Sancho Garcia de Castela e da sua esposa Urraca Gomes. Era irmã de Munia Mayor de Castela, esposa de Sancho III de Navarra, sendo por isso cunhada deste.
Casou em 1021 com Berengário Raimundo I de Barcelona, sendo a sua primeira esposa. O casal teve dois filhos:
- Raimundo Berengário, Conde de Barcelona
- Sancho Berengário

Sancha faleceu a 26 de junho de 1027.